# Melting Pot Café
Melting Pot Café est une série télévisée belge écrite par Jean-Luc Goossens et réalisée par Jean-Marc Vervoort. C'est une série en 18 épisodes de 52 minutes diffusée entre le 17 avril 2007 et le 10 décembre 2010 sur la RTBF.

## Synopsis
L'histoire se déroule dans le café (Le Melting Pot Café) d'un quartier populaire bruxellois. La propriétaire, Madame Astrid, ne peut plus payer ses loyers et est menacée d'expulsion…

## Distribution
- Stéphane Bissot : Madame Astrid
- Fabrice Murgia : Philippe
- Tsilla Chelton : Elisabeth
- Patrick Spadrille : Commandant Rudy Vervloet
- Laurent Van Wetter : Gérard
- André Simon : Pierrot
- Fabrice Boutique : Mickey
- Maryvonne Michel : Cathy
- Raphaëlle Lubansu : Stéphanie
- Marie Simons : Karine
- Yves Degen : Le propriétaire du Café
- Carole Weyers: Delphine, la fille du proprio
- Griet Desutter : Annelies
- Mourade Zeguendi : Momo
- Kis’Keya : Valentine
- Jeremy Bertrand de Gassard : Touriste
- Salvatore Adamo : lui-même

## Épisodes

### Saison 1 (2007)
1. Le Rêve de Philippe
2. L'Envoyée du Palais Royal
3. Le Chagrin d'Astrid
4. La Fin des avions bleu et blanc
5. L'Or de Léopold
6. La Fête nationale

### Saison 2 (2008)
1. La Cuisine d'Astrid
2. Un amour de Baudouin
3. Le Retour de Philippe
4. Le Chien de miss Molenbeek
5. Un bébé royal ?
6. Noir-jaune-rouge

### Saison 3 (2010)
1. Café à vendre ! : Astrid découvre avec horreur que la fille du proprio a mis son café en vente !
2. Un horrible shopping center : malgré les efforts de Karine et d’Astrid, la fille du proprio a vendu le Melting Pot. L'acheteur a l'intention de tout raser pour construire un "horrible shopping center"…
3. Le Retour de Léopold : un mystérieux client se présente dans le café, ce n’est autre que Léopold, le père de Philippe, mais il hésite à se faire reconnaître…
4. Karine Superstar : Astrid invite le responsable des "Monuments et sites" pour lui prouver que son café est un haut lieu du tourisme : même les Japonais viennent en masse !
5. Astrid seule contre tous : pour sauver son café, Astrid se lance dans la politique, elle demande le soutien du patron de la brasserie…
6. Votez Melting Pot ! : pour empêcher la démolition de son café, Astrid tente d’être élue au gouvernement bruxellois, elle se lance dans une campagne électorale épique…

## Tournage
Toutes les scènes de la série ont été tournées principalement dans le quartier des Marolles à Bruxelles. Le café est situé 178 rue Haute.

## Diffusion à l'étranger
- La série est diffusée aux États-Unis et en Amérique latine sur Eurochannel.
- Elle est également diffusée en France, en Belgique, et en Suisse via la chaîne TV5 Monde (FBS).
- Via les déclinaisons de TV5 Monde (Asie, Afrique, Europe et Canada), la série est diffusée en version originale en Europe, en Afrique, en Asie et au Canada.

## Récompense
- Prix de la contribution artistique au Festival de la fiction TV de La Rochelle 2007[1]